# Wanderlehrpfad Teufelssee
Wanderlehrpfad Teufelssee, česky lze přeložit jako naučná stezka Teufelssee nebo naučná stezka Čertovo jezero, je naučná stezka v části Köpenick městského obvodu Treptow-Köpenick města Berlín v Braniborsku ve východním Německu. Nachází se také v okolí jezera Teufelssee, chráněném území Teufelsseemoor a v Severoněmecké nížině.

## Historie a popis
Stezka má délku cca 3 km, vede lesy a zčásti i po dřevěných chodnících, což umožňuje lépe prozkoumat mokřadní/rašelinní ekosystém jezera Teufelssee. Byla postavena asi v roce 2007. Stezka je zaměřena na místní přírodu a od jezera a vede k vrcholům kopců Groβer Müggelberg (114 m n. m.) a Kleiner Müggelberg (88 m n. m.), kde stezka končí na parkovišti u populární rozhledny Müggelturm, která pochází z roku 1961.

## Další informace
Stezka je celoročně volně přístupná a navazuje na další turistické trasy a cyklotrasy.

## Galerie

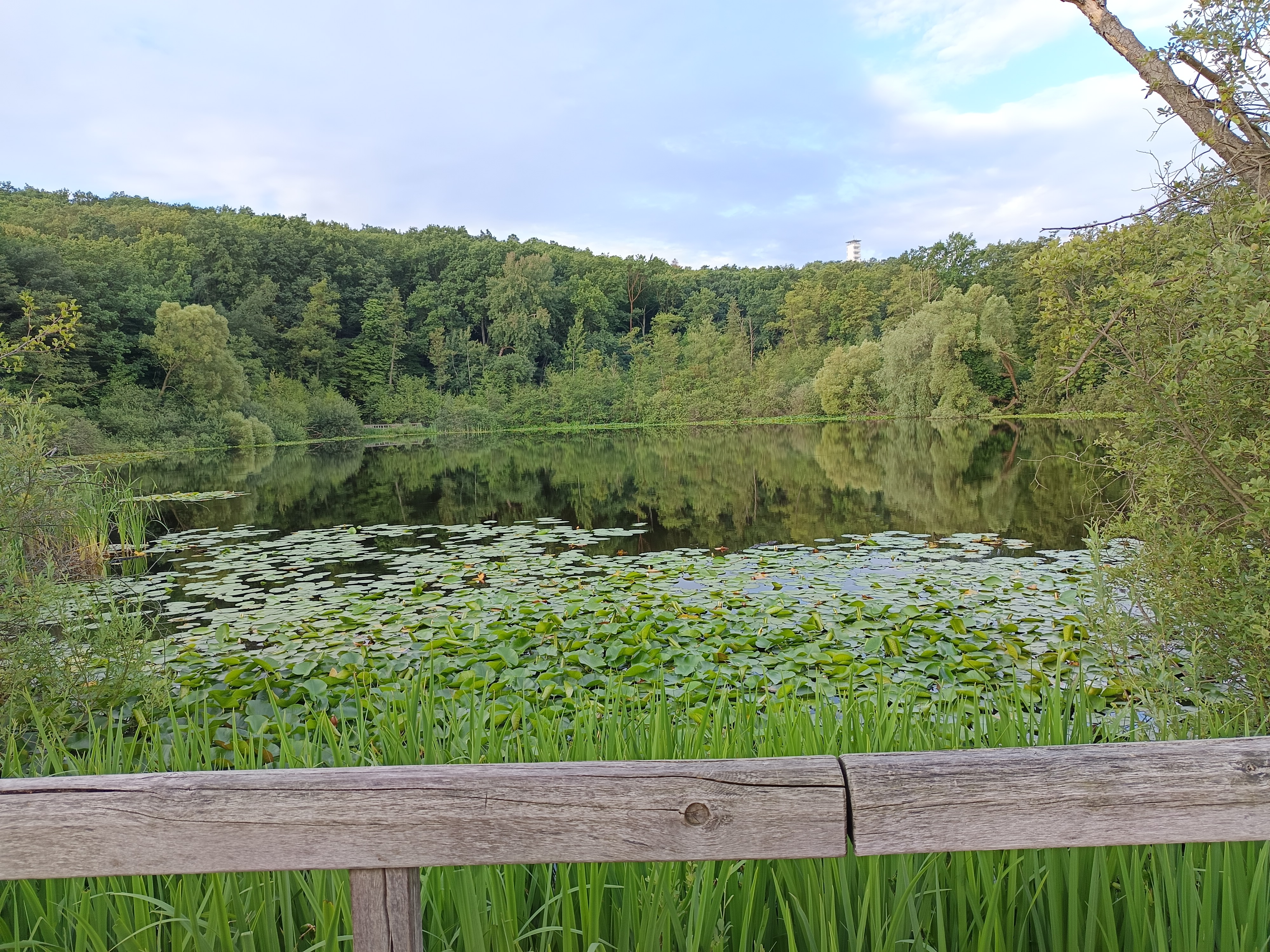
Teufelssee
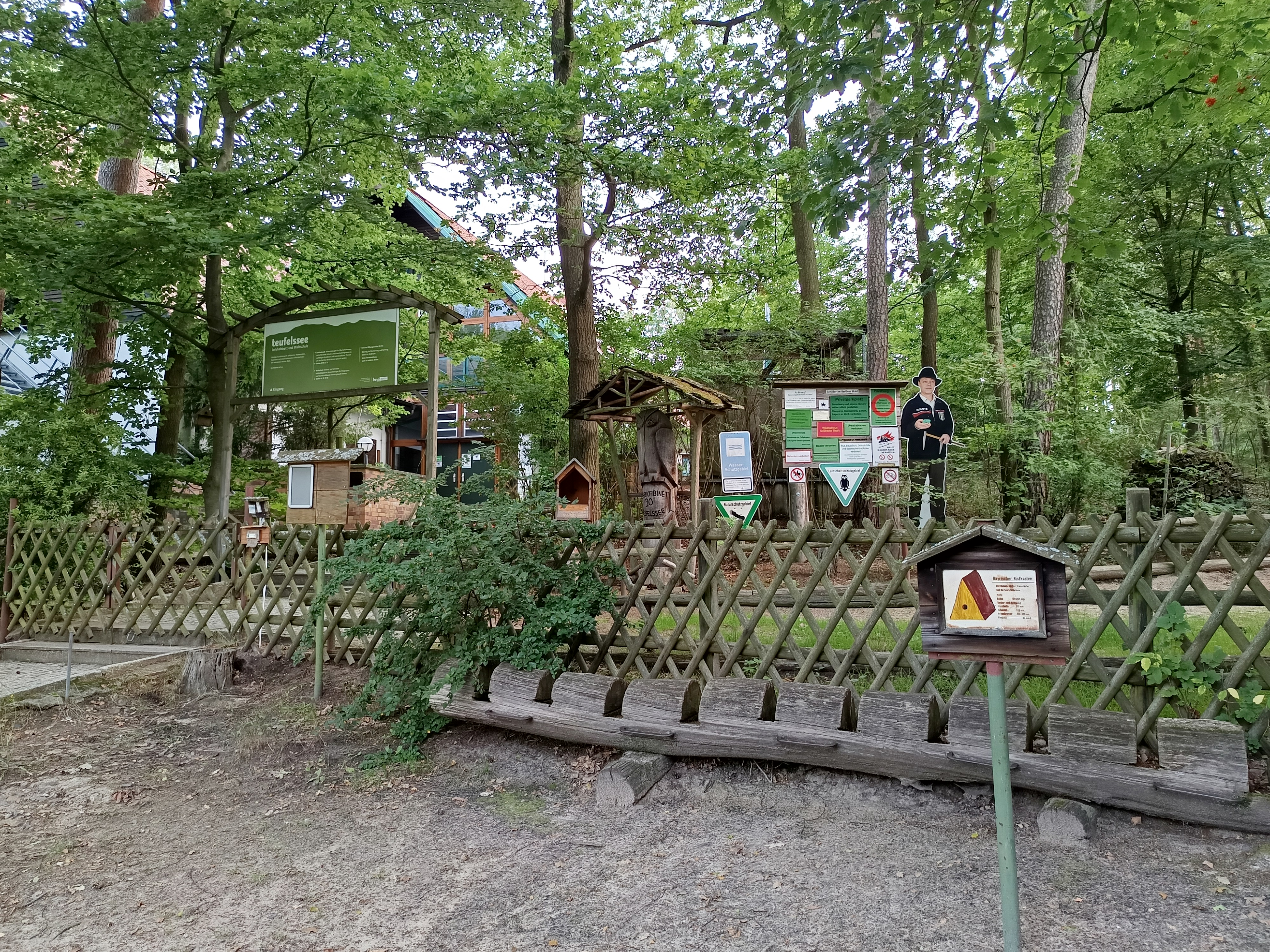
Lehrkabinett und Waldschule Teufelssee
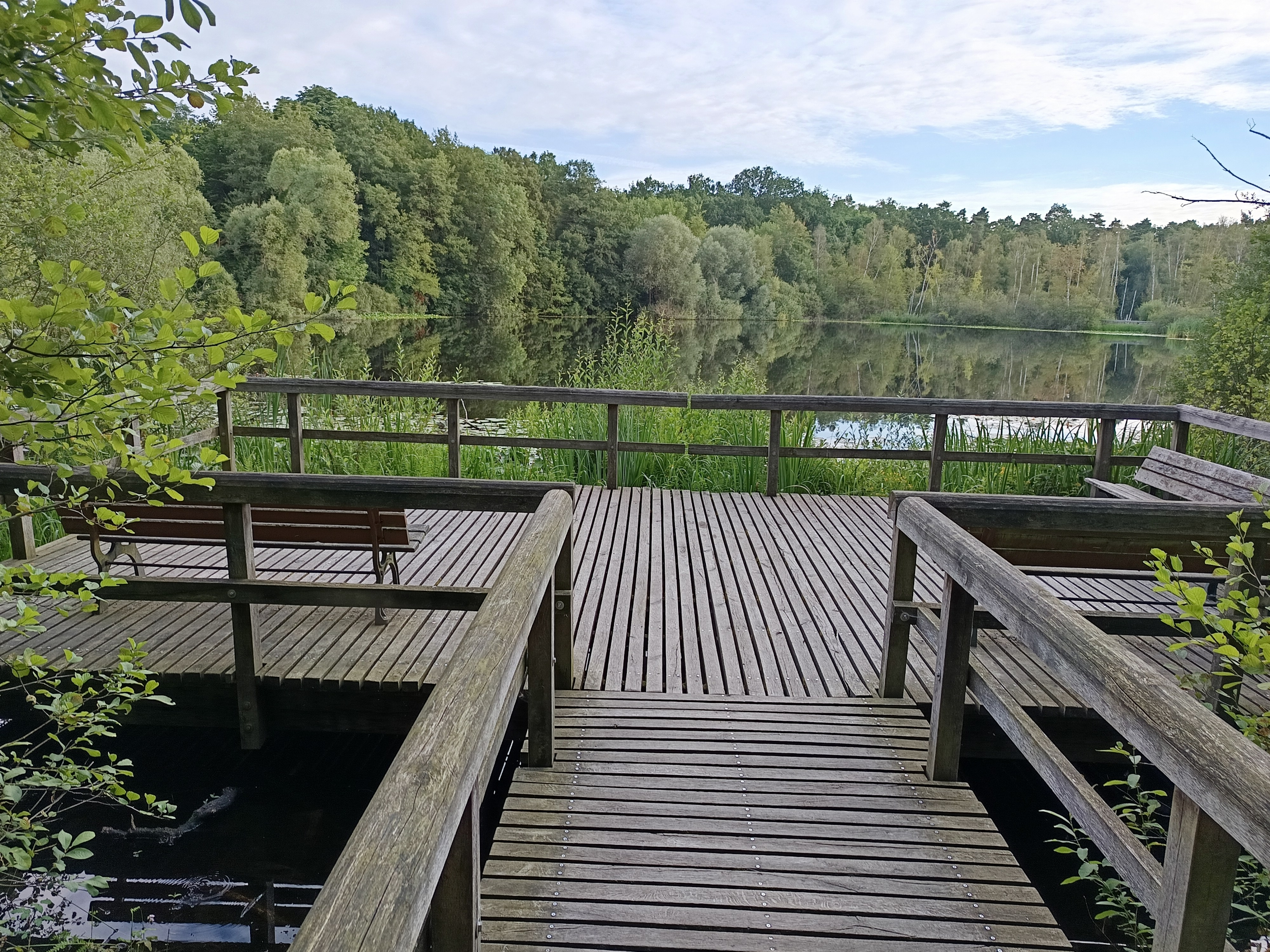
Teufelssee
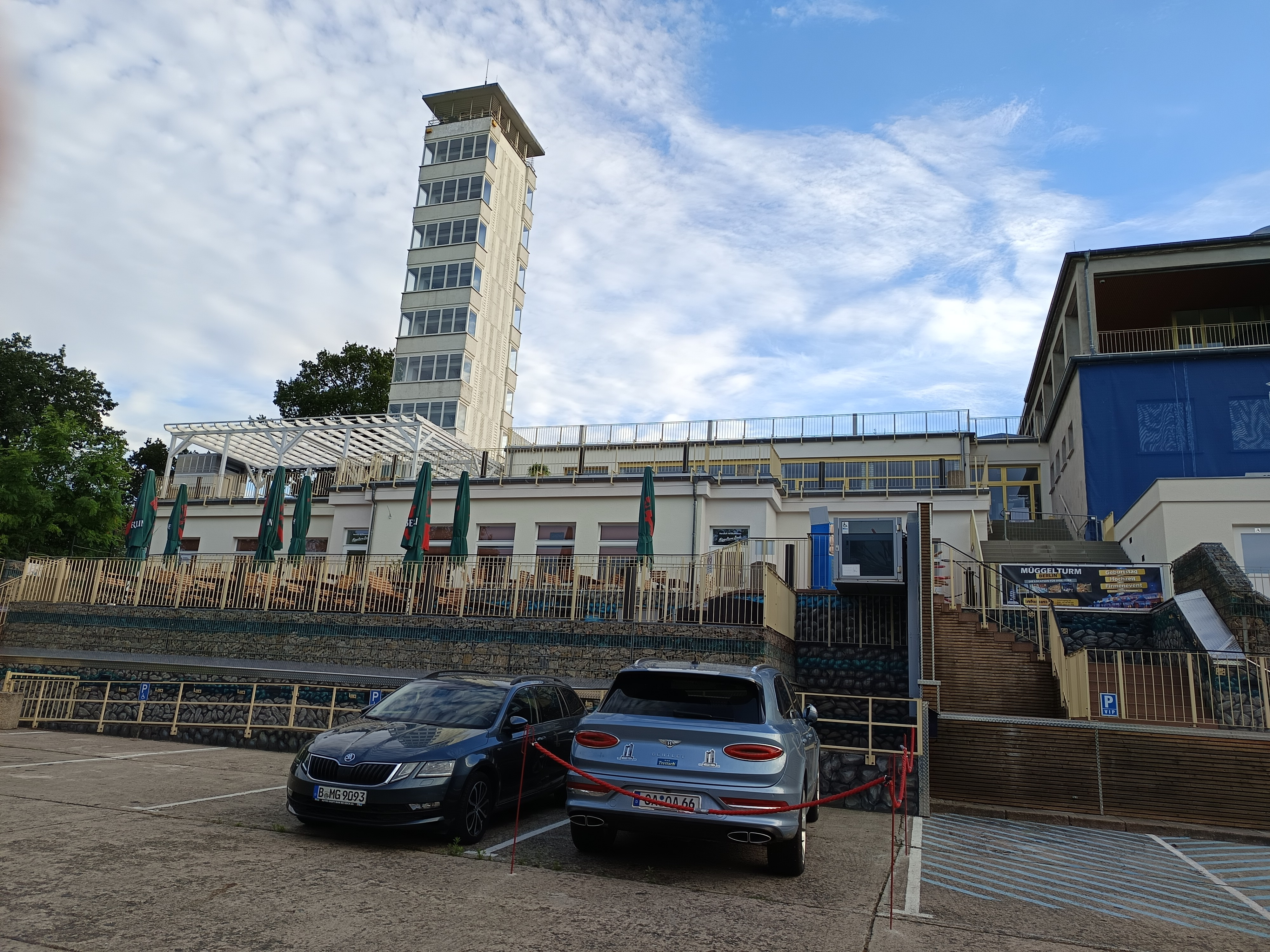
Müggelturm